# Maigret als möblierter Herr
Maigret als möblierter Herr (französisch: Maigret en meublé) ist ein Kriminalroman des belgischen Schriftstellers Georges Simenon. Er ist der 37. Roman einer Reihe von insgesamt 75 Romanen und 28 Erzählungen um den Kriminalkommissar Maigret. Der Roman entstand vom 14. bis 21. Februar 1951 in Lakeville, Connecticut, und wurde noch im gleichen Jahr vom Verlag Presses de la Cité veröffentlicht. Die erste deutsche Übersetzung von Jean Raimond erschien 1957 bei Kiepenheuer & Witsch. 1979 veröffentlichte der Diogenes Verlag eine Neuübersetzung von Wolfram Schäfer.
Auf Inspektor Janvier ist während der Überwachung einer Pension geschossen worden. Maigret, dessen Frau verreist ist, quartiert sich in einem der möblierten Zimmer ein. Bald schon kommt er einem flüchtigen Räuber auf die Spur. Doch den Schuss auf seinen Inspektor könnte ebenso gut jeder andere Pensionsgast abgegeben haben. Nur die Wirtin hält alle ihre Gäste, Maigret und den Räuber eingeschlossen, für ganz reizende Leute.

## Inhalt

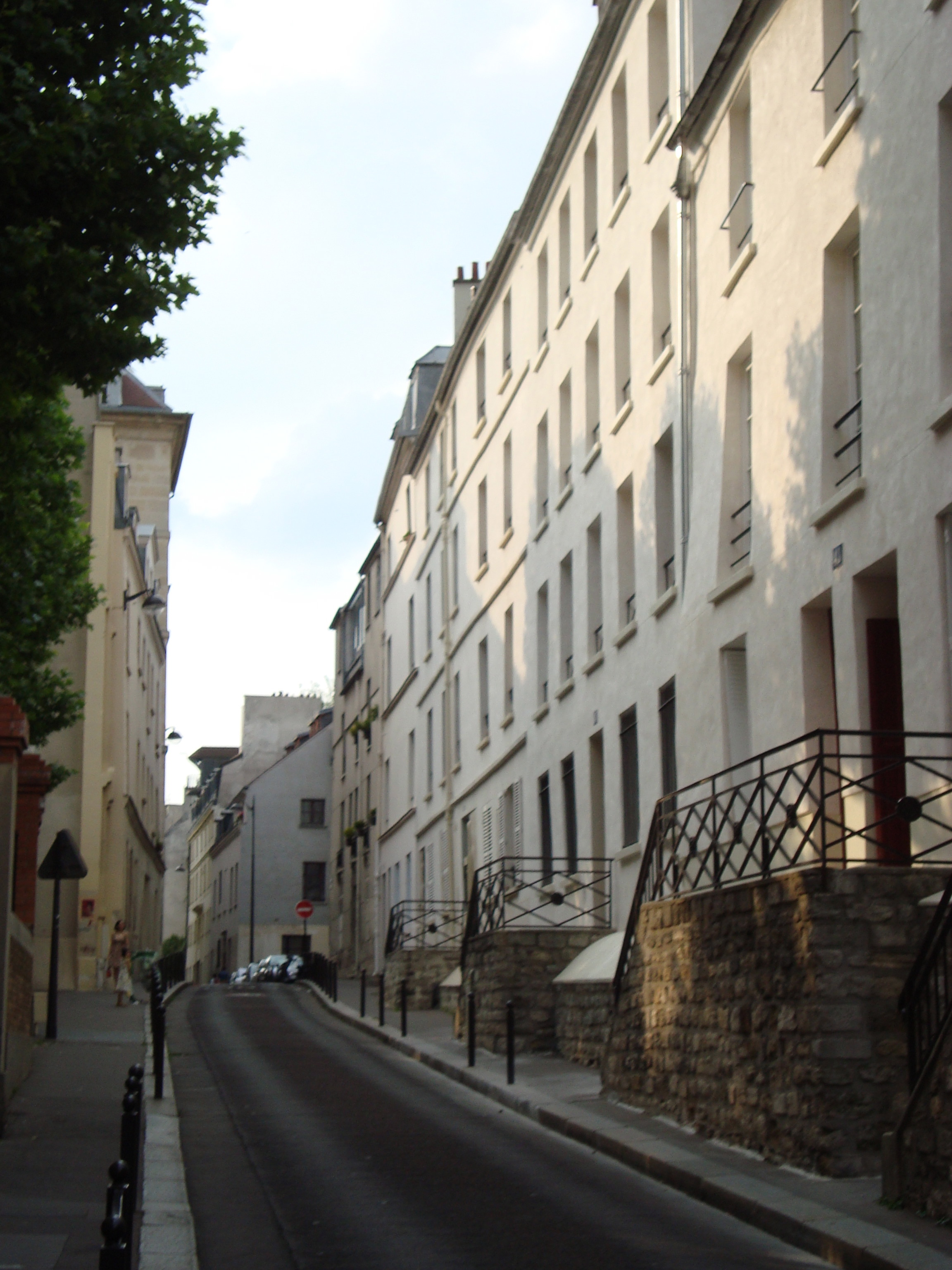
Rue Lhomond im 5. Arrondissement in Paris

Maigret ist Strohwitwer. Seine Frau ist zu ihrer kranken Schwester gefahren, und der Kommissar langweilt sich im Pariser Frühling. Da kommt ihm ein neuer Fall wie gerufen. Vor einigen Tagen wurde das Nachtlokal La Cigogne überfallen. Die Toilettenfrau konnte den jungen Émile Paulus als einen der Täter identifizieren. In seiner Pension wird zwar die Hälfte der Beute und die Tatwaffe, eine Spielzeugpistole, gefunden, doch Paulus bleibt verschwunden. Inspektor Janvier überwacht die Pension, bis eines Nachts auf ihn geschossen wird. Albert Janvier, der Maigret neben seiner rechten Hand Lucas der liebste Mitarbeiter ist, überlebt schwer verletzt, und Maigret quartiert sich kurzerhand selbst als Pensionsgast in Paulus’ Zimmer in der Rue Lhomond ein.
Maigret lernt die Wirtin Mademoiselle Clément kennen, eine üppige, redselige, lebensbejahende Jungfer, die den Kommissar an eine überdimensionale Sprechpuppe erinnert. Und er lernt ihre Pensionsgäste kennen, die nach Ansicht Mademoiselle Cléments alle ganz reizende Leute sind: die junge Schauspielerin Blanche mit ihrem vorgeblichen „Onkel“, den Klavierlehrer Valentin, Monsieur Kridelka, einen Pfleger in der Psychiatrie, die Stenotypistin Isabelle, den Studenten Oscar Fachin, die Ehepaare Lotard und Saft, erstere mit Kind und letztere in Erwartung von Nachwuchs. Tatsächlich findet Maigret keinen Anhaltspunkt, dass einer von ihnen auf seinen Inspektor geschossen haben könnte. Dafür kommt er in einer schlaflosen Nacht dem enormen Essensverbrauch seiner Wirtin auf die Spur. Er durchsucht ihr Zimmer und entdeckt Paulus, den Mademoiselle Clément unter ihrem Bett versteckt hält. Der naive junge Räuber lässt sich festnehmen und verrät seinen Kompagnon Jef Vandamme in Brüssel. Doch beider Befragung offenbart noch immer kein Motiv für den Schuss auf Janvier.
Schließlich wird Maigret auf die Wohnung der Boursicaults im ersten Stock des gegenüberliegenden Hauses aufmerksam, in der oft tagelang die Vorhänge zugezogen sind. Désiré Boursicault ist als Zahlmeister auf See immer wieder für lange Zeiträume abwesend, seine Frau Françoise bettlägerig und fast gelähmt. Dennoch sprechen Indizien dafür, dass sie während der Abwesenheit ihres Gatten Männerbesuch empfängt. Maigret deckt ihre Vergangenheit auf: Als junges, einst hübsches Mädchen arbeitete die inzwischen verblühte und von ihrer Krankheit gezeichnete Frau in einer Nachtbar, als sich Julien Foucrier, ein ähnlich leichtfertiger Junge wie Jahrzehnte später Émile Paulus, in sie verliebte. Foucrier, in ständigen Geldsorgen und getrieben vom Drang, seiner Geliebten zu imponieren, beging einen Raubmord am Geldverleiher Mabille, tauchte dann unter, lebte Jahrzehnte in Panama, bis er vor sieben Jahren wegen einer Erkrankung nach Paris zurückkehrte, wo er am Boulevard Richard-Lenoir in unmittelbarer Nachbarschaft der Maigrets wohnt.
In Paris traf Foucrier seine Jugendliebe Françoise wieder. Auch diese liebte ihn noch, doch eine Scheidung von ihrem Mann, für den sie Dankbarkeit empfand, kam nicht in Betracht. So trafen sich beide in Boursicaults Abwesenheit in Cafés, als sie erkrankte auch immer öfter in ihrer Wohnung. Dort wurde Foucrier von der Polizeiüberwachung in der Rue Lhomond überrascht. von der er glaubte, die Aktion gelte ihm als gesuchtem Mörder. Er wagte sich nicht mehr aus dem Haus, bis die drohende Rückkehr des Ehemanns seine nächtliche Flucht erzwang und er in Verzweiflung mit Boursicaults Revolver auf Inspektor Janvier schoss. Foucrier stellt sich Maigret unter der Bedingung, dass dieser Françoise aus dem Spiel lässt. Zurück am Quai des Orfèvres hält Maigret sein Versprechen ein und gibt Foucriers Anwesenheit in der Rue Lhomond als Zufall aus. Die Begeisterung des jungen Inspektors Lapointe für die Festnahme des Mörders kann er allerdings nicht teilen.

## Interpretation
Peter Foord verglich Maigret als möblierter Herr mit dem nur wenige Wochen zuvor geschriebenen Maigret und die Tänzerin. In beiden Romanen steht einer der beiden jungen Inspektoren Maigrets – einmal Janvier, einmal Lapointe – im Mittelpunkt. In beiden Fällen verlässt der Kommissar sein Büro am Quai des Orfèvres und quartiert sich vor Ort ein, um das Umfeld kennenzulernen, in dem das Verbrechen verübt wurde. Laut Alexandra Krieg begibt sich Maigret in der Pension Mademoiselle Cléments in ein Milieu von Kleinbürgern und Gestrandeten am unteren Existenzminimum. Er taucht derart tief in die Lebensumstände der Pensionsgäste ein, dass er am Ende jedes Detail ihres Lebens kennt und sie bei der erneuten Begegnung „wie alte Freunde grüßen würde“. Telefonate mit dem Quai des Orfèvres reißen ihn zwar kurzzeitig aus der Szenerie, „doch kaum hatte er den Hörer wieder eingehängt, schien Maigret sich erneut in die Atmosphäre seines Straßenabschnitts zu versenken.“ In Abwesenheit Madame Maigrets übernimmt Mademoiselle Clément deren Rolle, den Kommissar mütterlich zu umsorgen. Schon zu Beginn zieht Maigret den Vergleich, „ob sie nicht eine Art Madame Maigret war, eine Madame Maigret, die keinen Mann zu versorgen hatte, und die sich damit tröstete, ihre Mieter zu bemuttern.“
Das Wiederauftauchen aus der Ermittlung und die Rückkehr in sein Polizistendasein hinterlässt im Kommissar ein Gefühl von psychischer Ausgelaugtheit und Trauer. Dazu kommt in diesem Fall, dass er gegen sein Mitgefühl mit einer Invaliden und ihrem lebenslangen Verehrer handeln muss. George Grella zog die Parallele vom Kommissar zu seinem Autor Simenon, der seine eigene Arbeit einmal als „Berufung zum Unglücklichsein“ bezeichnete. Besonders das Verhör der kranken Françoise Boursicault, der er mit seiner Befragung ein doppeltes Leiden verschafft, belastet den Kommissar. Der dünne Hals der gepeinigten Frau fördert eine drastische Kindheitserinnerung zutage, in der der kleine Jules Maigret einem Huhn den Kopf abschlagen musste. Gegenüber dem kaum volljährigen Paulus hegt Maigret dagegen fast väterliche Gefühle. John Raymond wies darauf hin, dass der „Schicksalsflicker“ Maigret der Jugend und ihren speziellen Problemen, ihren manchmal komischen, manchmal tragischen Verstrickungen, stets ein ganz besonderes Mitgefühl entgegenbringt.
Laut Peter Foord endet die Ermittlung weit davon entfernt, wo sie mit dem Überfall auf einen Nachtklub eigentlich begann. Tilman Spreckelsen beschrieb die erste Hälfte des Buches als „bloßes Dekor des eigentlichen Falles […]: das leichte, fast komödiantische[…] Spiegelbild zu jenem anderen, das am Ende die größere Wucht und Tragik aufweist.“ Ähnlich deutete Murielle Wenger die zwei miteinander verknüpften parallelen Geschichten. Sie geben dem Roman eine Entwicklung vom dramatischen Anfang mit dem verletzten Janvier über ein komisches Zwischenspiel um Mademoiselle Clément und Paulus hin zum dramatischen Ende mit der Verhaftung des Liebenden Foucrier. Zum komischen Höhepunkt wird das nächtliche Verzehren eines Sandwiches, das Mademoiselle Clément eigentlich für Paulus bereitet hat. Ähnlich wie später der Blumentopf, mit dem Françoise Boursicault ihrem Liebhaber Zeichen gibt, wird das Sandwich zu einem Dingsymbol, das Beziehungen ausdrückt, die zwischen den Figuren nicht ausgesprochen werden.

## Rezeption
Heinrich Meyer urteilte: „Sehr gut geglückt scheint mir die fast lyrisch anmutende Geschichte Maigret en meublé.“ Der Roman sei ihm deshalb in Erinnerung geblieben, „weil alles so ruhig und langsam und dabei so erfreulich weiterging, als ob die Pension der Mlle Clement in der stillen Seitenstraße dauernd von der Sonne beschienen wäre.“ Leo Harris sah wie in anderen Maigret-Romanen „eine unwiderstehliche Verlockung“, die „der Einfachheit von Dialogen und der Sprache, in der Ort und Atmosphäre gezeichnet werden“ geschuldet sei. Für Oliver Hahn auf maigret.de ist Maigret als möblierter Herr, nicht zuletzt dank Mademoiselle Clément, „einer der amüsantesten Maigrets“.
Die Romanvorlage wurde insgesamt viermal verfilmt: im Rahmen der Fernsehserien Maigret mit Rupert Davies (1961), Kees Brusse (1965), Les Enquêtes du commissaire Maigret mit Jean Richard (1972) und Maigret mit Bruno Cremer (2004). Im Jahr 2006 veröffentlichte der Diogenes Verlag eine Hörbuch-Lesung von Gert Heidenreich.

## Ausgaben
- Georges Simenon: Maigret en meublé. Presses de la Cité, Paris 1951 (Erstausgabe).
- Georges Simenon: Maigret als möblierter Herr. Übersetzung: Jean Raimond. Kiepenheuer & Witsch, Köln 1957.
- Georges Simenon: Maigret als möblierter Herr. Übersetzung: Jean Raimond. Heyne, München 1967.
- Georges Simenon: Maigret als möblierter Herr. Übersetzung: Wolfram Schäfer. Diogenes, Zürich 1979, ISBN 3-257-20693-3.
- Georges Simenon: Maigret als möblierter Herr. Sämtliche Maigret-Romane in 75 Bänden, Band 37. Übersetzung: Wolfram Schäfer. Diogenes, Zürich 2009, ISBN 978-3-257-23837-2.
- Georges Simenon: Maigret als möblierter Herr. Übersetzung: Jean Raimond, Julia Becker. Kampa, Zürich 2023, ISBN 978-3-311-13037-6.